# Lemon Spings (Carolina del Norte)
Lemon Springs es un área no incorporada ubicada del condado de Lee en el estado estadounidense de Carolina del Norte.
Se encuentra al sur de Sanford, y el sureste de Tramway.